# Dicaelotus pentagonus
Dicaelotus pentagonus là một loài tò vò trong họ Ichneumonidae.